# جون كينيدي (لاعب كرة قاعدة)
جون كينيدي (بالإنجليزية: John Kennedy) هو لاعب كرة قاعدة أمريكي، ولد في 29 مايو 1941 في شيكاغو في الولايات المتحدة، وتوفي في 9 أغسطس 2018 في بيبودي في الولايات المتحدة.

## وصلات خارجية
- جون كينيدي على موقع دوري كرة القاعدة الرئيسي (الإنجليزية)
- جون كينيدي على موقعبيزبول رفرنس.كوم (الدوري الرئيسي) (الإنجليزية)
- جون كينيدي على موقعبيزبول رفرنس.كوم (الدوري الثانوي) (الإنجليزية)
- جون كينيدي على موقع مشجعي الرسوم البيانية (الإنجليزية)